# Micromerys daviesae
Micromerys daviesae är en spindelart som beskrevs av Christa L. Deeleman-Reinhold 1986. Micromerys daviesae ingår i släktet Micromerys och familjen dallerspindlar.
Artens utbredningsområde är Queensland. Inga underarter finns listade i Catalogue of Life.